# Statue d'Adolphe Quetelet
La statue d'Adolphe Quetelet est un monument érigé à Bruxelles en Belgique en souvenir du mathématicien, astronome, naturaliste et statisticien Adolphe Quetelet, qui fut le fondateur de l'observatoire royal de Belgique.

## Localisation
La statue de Quetelet se dresse dans les jardins du palais des Académies, dos à celui-ci et face au palais royal,, du côté de la rue Ducale, regardant vers le parc de Bruxelles.

## Historique
Le monument est le produit d'une souscription proposée en mai 1874 par un membre de la classe des sciences de l'Académie royale des sciences, des lettres et des beaux-arts de Belgique dont Adolphe Quetelet fut le secrétaire perpétuel.
La statue de Quetelet est réalisée par le sculpteur Charles-Auguste Fraikin,,.
Elle est inaugurée le 11 mai 1880,, en présence de membres de la famille d'Adolphe Quetelet, d'amis du défunt et de représentants de nombreuses institutions :  
- l'Académie royale des sciences, des lettres et des beaux-arts de Belgique ;
- l'Observatoire royal ;
- la Commission centrale de statistique ;
- l'Académie royale de médecine ;
- l'Université de Gand ;
- l'Université catholique de Louvain ;
- l'Université de Liège ;
- le Cercle artistique et littéraire de Bruxelles ;
- l'École royale militaire ;
- la Société de statistique de Paris ;
- la Caisse générale d'épargne et de retraite.

Des discours sont prononcés lors de l'inauguration par Louis Gallait, président de l'Académie royale, Jean-Baptiste Liagre, secrétaire perpétuel de l'Académie royale, Jean-Charles Houzeau, directeur de l'Observatoire royal de Bruxelles et Charles Faider, président d'honneur de la Commission centrale de statistique du royaume.

## Description
La statue est constituée d'un piédestal en pierre bleue portant une statue en marbre blanc d'Adolphe Quetelet, représenté assis, la main gauche étendue sur un globe, la main droite pendante au-dessus du bras du fauteuil.
Quetelet, dont la pose est pleine d'aisance et de naturel, porte un ample vêtement aux lignes larges et ondoyantes. La tête, droite sans raideur, est idéalisée, mais sans contrarier la ressemblance.
Les côtés du socle en pierre bleue portent, gravée dans la pierre en français et en néerlandais, la dédicace au scientifique :

« Fondateur

de l'observatoire royal de bruxelles

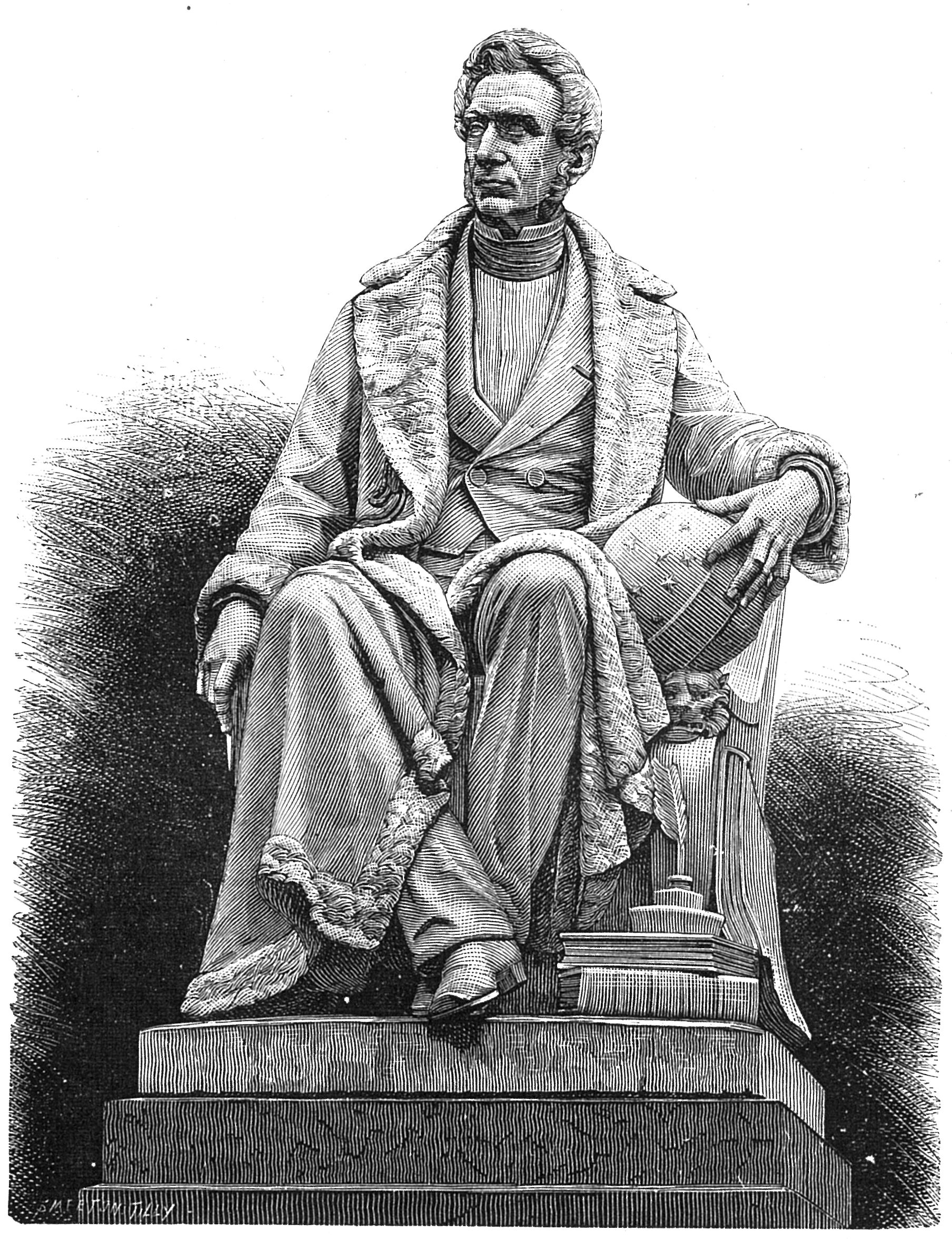
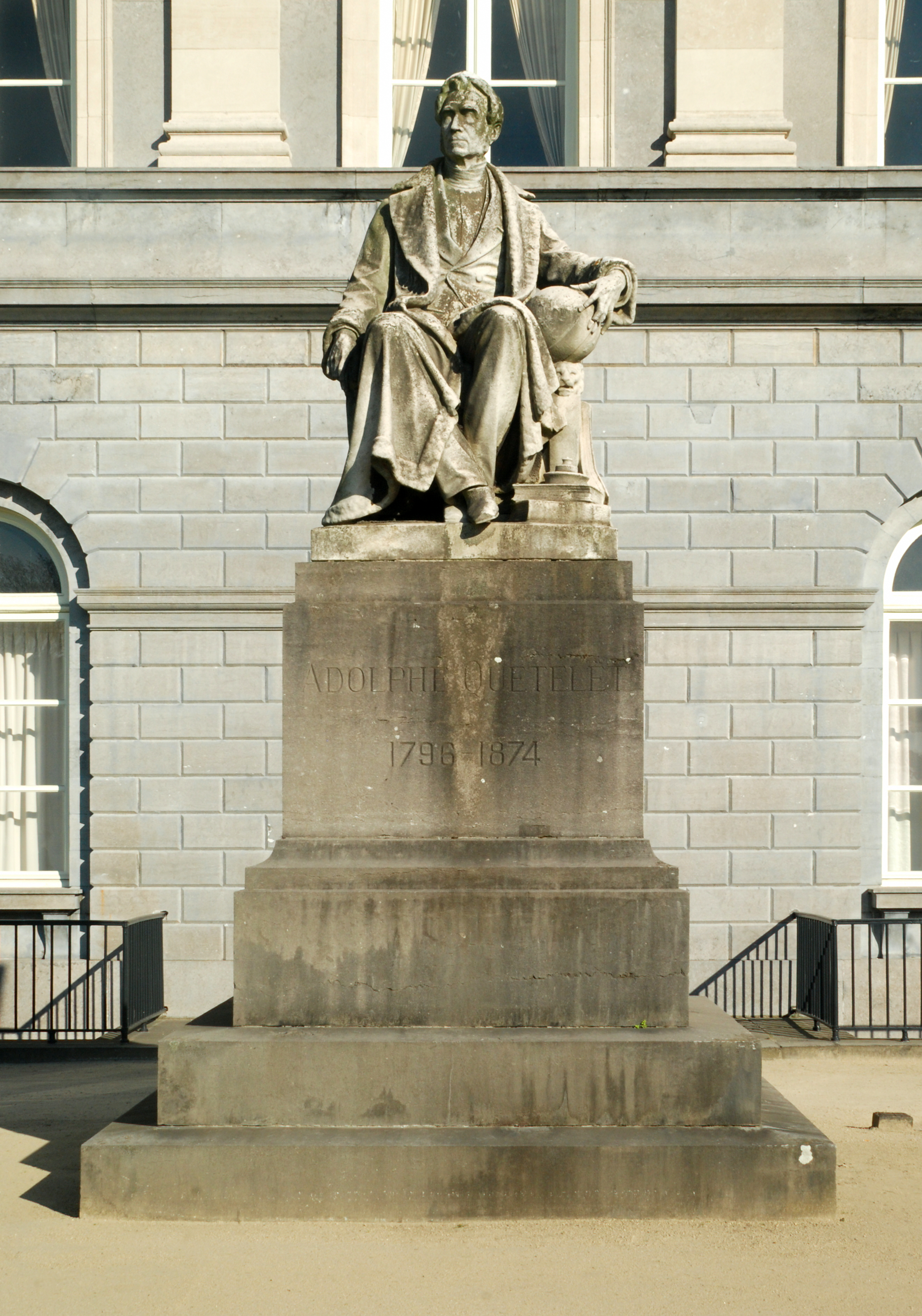
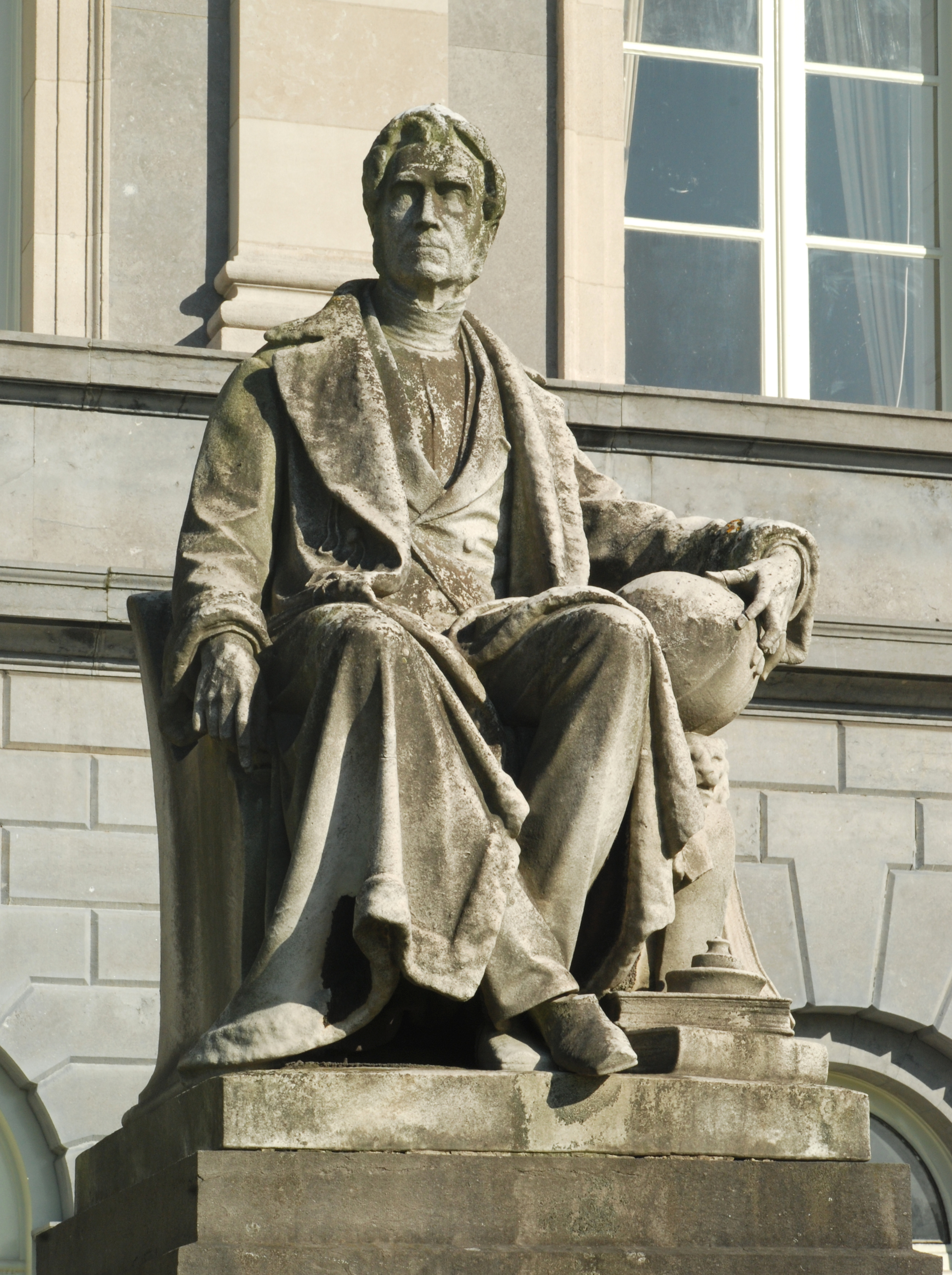
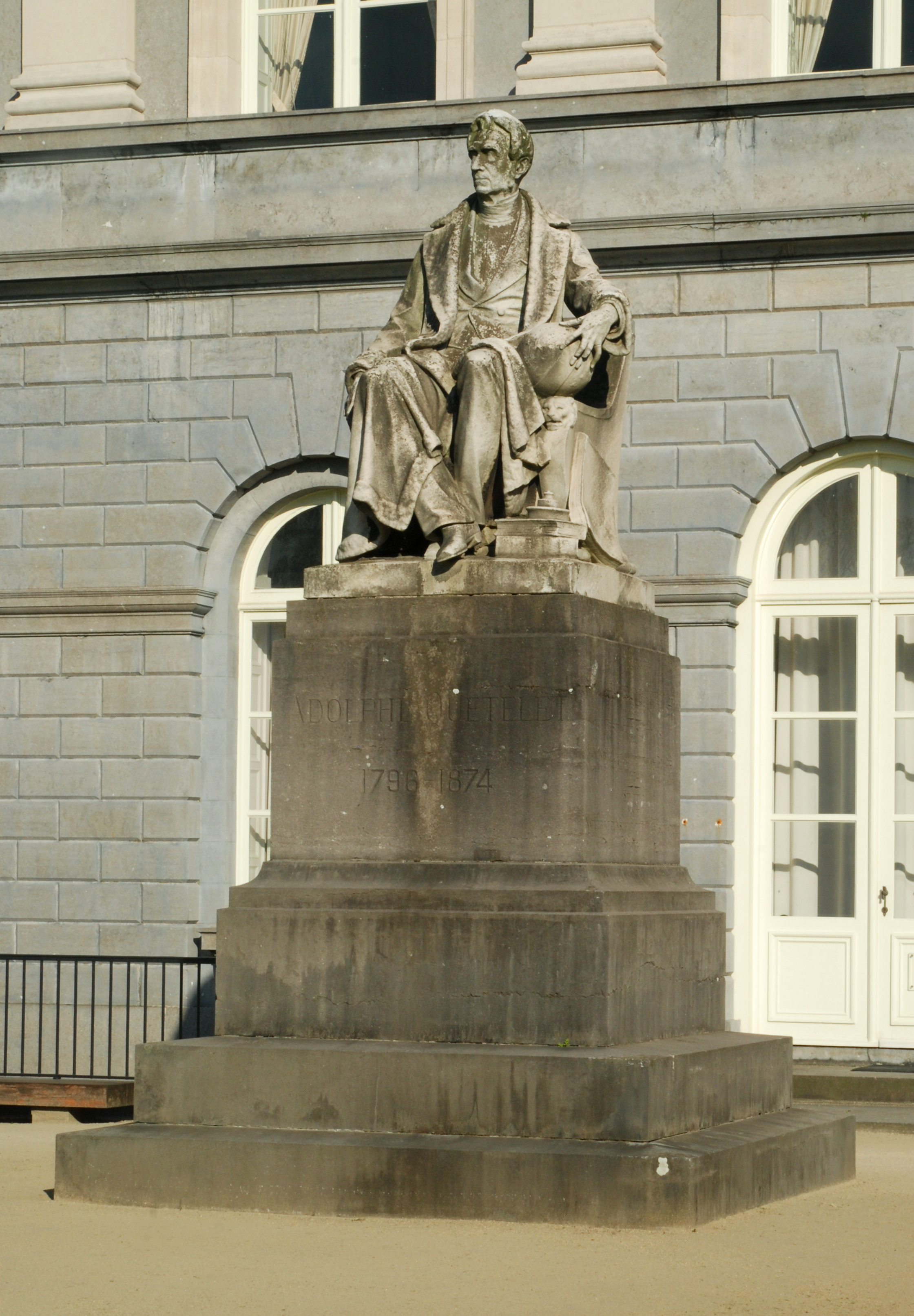

1826

Secrétaire perpétuel

de l'Académie royale de Belgique

1834

Créateur

de la physique sociale

1835 »

## Accessibilité
| ___ | Ce site est desservi par les stations de métro : Parc, Arts-Loi et Trône. |